# Добро Полє (Радовлиця)
Добро Полє (словен. Dobro Polje) — поселення в общині Радовліца, Горенський регіон, Словенія. Висота над рівнем моря: 463,1 м.